# Baustoff+Metall
Baustoff+Metall este un concern austriac cu activități în construcții.
Grupul se ocupă cu furnizarea materialelor de construcții și producerea de profile și plafoane metalice, fiind prezent în 17 țări europene inclusiv în Austria, Germania, Serbia și Ungaria.
Este prezent și în România de la finalul anului 2009, când a deschis la București prima filială din țară, printr-o investiție de 1,2 milioane de euro.
Cifra de afaceri în 2009: 300 milioane euro